# Амстердам (місто, Нью-Йорк)
Амстердам (англ. Amsterdam) — місто (англ. city) в США, в окрузі Монтгомері штату Нью-Йорк. Населення — 18 219 осіб (2020).

## Географія
Амстердам розташований за координатами 42°56′30″ пн. ш. 74°11′26″ зх. д. / 42.94167° пн. ш. 74.19056° зх. д. (42.941592, -74.190522).  За даними Бюро перепису населення США в 2010 році місто мало площу 16,20 км², з яких 15,18 км² — суходіл та 1,01 км² — водойми.

## Демографія
Згідно з переписом 2010 року, у місті мешкало 18 620 осіб у 7861 домогосподарстві у складі 4527 родин. Густота населення становила 1150 осіб/км².  Було 9218 помешкань (569/км²).
Расовий склад населення:
| - 80,4 % — білих - 3,8 % — чорних або афроамериканців - 0,9 % — азіатів - 0,6 % — корінних американців - 10,9 % — осіб інших рас |

До двох чи більше рас належало 3,4 %. Частка іспаномовних становила 26,2 % від усіх жителів.
За віковим діапазоном населення розподілялося таким чином: 25,0 % — особи молодші 18 років, 59,2 % — особи у віці 18—64 років, 15,8 % — особи у віці 65 років та старші. Медіана віку мешканця становила 37,4 року. На 100 осіб жіночої статі у місті припадало 90,0 чоловіків;  на 100 жінок у віці від 18 років та старших — 85,1 чоловіків також старших 18 років.
Середній дохід на одне домашнє господарство  становив 49 751 долар США (медіана — 33 917), а середній дохід на одну сім'ю — 58 578 доларів (медіана — 45 179). Медіана доходів становила 40 926 доларів для чоловіків та 36 700 доларів для жінок. За межею бідності перебувало 28,0 % осіб, у тому числі 39,4 % дітей у віці до 18 років та 17,0 % осіб у віці 65 років та старших.
Цивільне працевлаштоване населення становило 7425 осіб. Основні галузі зайнятості: освіта, охорона здоров'я та соціальна допомога — 22,5 %, роздрібна торгівля — 15,8 %, виробництво — 14,6 %.

## Відомі люди
- Лазурко Роман (1914—1987) — український військовий та ветеранський діяч, підстаршина дивізії «Галичина», автор спогадів
- Кірк Дуглас (1916—2020) — американський актор і військовий
- Люсіль Бремер (1917—1996) — американська акторка і танцівниця.